# ジオシティーズ

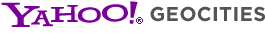

ジオシティーズ（GeoCities）は、 アメリカ合衆国のYahoo!および日本のYahoo! JAPANが運営していた無料のウェブサイト提供スペース。
また、前述の米日のジオシティーズサービスを開始した当初の運営企業もジオシティーズを名乗った。同運営企業は、アメリカ法人は1994年11月にアメリカ合衆国で設立、2009年10月解散した。

## 概要
元々はジオシティーズ社が開始、運営していたサービスであり、ウェブサイトの無料スペースとしては先駆け的な存在である。1996年の売上高はおよそ5万USドルで、その1年後の1997年には500万USドルというように、当時その成長には目を見張るものがあった。
1997年（平成9年）6月にソフトバンクと合弁で日本法人のジオシティーズ株式会社が設立され、同年9月にジオシティーズの日本語版サービスが開始した。
成長ぶりに目を付けた米Yahoo!社が、1999年1月28日にジオシティーズ社を買収すると発表。その後ジオシティーズの無料ウェブサイトスペースのサービスは段階的にヤフーのサービスに統合されていくこととなった。そして、2000年（平成12年）3月に日本のジオシティーズ株式会社はYahoo! JAPANを運営するヤフー株式会社（現：LINEヤフー）と合併し解散、日本法人の「ジオシティーズ」も「Yahoo!ジオシティーズ」に改名された。
日本版の場合、2015年（平成27年）2月時点では、Yahoo! JAPAN IDを所持している人であれば、最大100 MBの容量が利用できた。有料ホスティング会員のジオライトまたはインターネット接続サービス「Yahoo! BB」会員ならば300 MB、ジオプラスなら10 GBだった。いわゆる出会い系サイトや成人向けサイト、閲覧が制限されるサイトの開設は禁止されていた。また、3か月以内の更新が必要とされていた。しかし、更新されずに3か月を超えても、削除されずにそのまま残り続けていたページは非常に多かった。

### 閉鎖
アメリカ合衆国版のジオシティーズサービスは2009年10月26日に終了・閉鎖された 。
2018年（平成30年）10月1日、Yahoo!Japanは採算面や今後システムを維持するためのテクノロジーに関する複数の課題などを総合的に判断した結果、これ以上の継続は難しいとし、日本語版Yahoo!ジオシティーズを2019年3月末で終了すると発表した 。他のサービスにウェブサイトを移行後に転送設定をすると、Yahoo!ジオシティーズのサイトにアクセスされた際、2019年（令和元年）9月30日までは移行先サイトに転送が可能だった。
2019年（平成31年）3月31日をもって、予定通りサービスの提供を終了した。ジオシティーズで作成・公開したウェブサイトを所有するユーザーは、2020年（令和2年）3月31日までFTPによるファイルダウンロードのみ利用可能だった。同日をもって全データが削除された。

### 閉鎖後
ジオシティーズは「本当に詳しい人」が書いていた頃のインターネットの資産としての価値があると指摘されており、ジオシティーズ閉鎖の際には貴重な個人サイトが大量に失われて閲覧者を嘆かせた。そのため、ジオシティーズの需要は依然として残されていた。
有志によって2019年（令和元年）5月、閲覧不能になったジオシティーズのサイトからインターネットアーカイブへ自動リンクを接続するChrome拡張機能「Goodbye geocities.jp」が公開された。
なお、日本語版Yahoo!ジオシティーズ終了後も、Yahoo!ショッピングに出店している店舗が作成可能な店舗向けウェブサイトでは「shopping.geocities.jp」ドメインを使用しており、URLとしてはジオシティーズの名前が今も残っている。

## コミュニティ名
以前、ウェブサイトのアドレス (URL) はジャンル別に分かれた「コミュニティ名」と番地（数字）を使ったものを取得できていた。新規アカウントへの番地を使ったURLの割り当てが廃止されるまでに、ミスタイプの多発を理由としたコミュニティの改名やコミュニティの追加があり、ウェブサイトのジャンル分けもこれに伴って変化している。
日本版の場合は以下の通り。
- アウトドア→アウトドアーズ：アウトドア・キャンプ・釣り関係
- コロシアム→アスリート：スポーツ関係
- アニマルパーク：ペット・バードウォッチング・動物
- アニメコミック：まんが・アニメ関係
- ウォール街 (WallStreet): 政治・経済・金融関係
- エピキュリアンテーブル (EpicureanTable)→フードピア: グルメ・料理関係
- コロシアム (Colosseum): スポーツ・アウトドア・健康関係
- シリコンバレー (Silicon Valley): コンピュータ関係
- シルクロード (Silk Road): 旅行・レジャー関係
- スウィートホーム：家族・育児・住まい関係
- スタイリッシュ：ファッション・ブランド・メイク関係
- テクノポリス (Technopolis): 科学・ＳＦ・ハイテク関係
- バークレイ (Berkeley)→カレッジライフ: 学校・学生・サークル関係
- ハートランド (Heartland): 自己紹介・ペット・地域情報関係
- ハイティーンズ→ハイティーン：高校・高校生関係
- パウダールーム：女性の生活・趣味・仕事関係
- ハリウッド (Hollywood): 音楽・映画・芸術関係
- プレイタウン (Playtown): ゲーム・アニメ・模型関係
- ブロードウェイ (Broadway)→ミュージックスター: ポップス・ロック・インディーズ関係
- ブックエンド：日記・コラム・小説・詩・童話関係
- ミラノ (Milano): ファッション・デザイン・買い物関係
- ミルキーウェイ (Milkyway): ロマンス・仲間探し関係
- ミュージックホール：クラシック・ジャズ・ラテン関係
- モーターシティ (Motor City): 自動車・オートバイ関係

## 編集・公開方法
以下のいずれかの方法で編集・公開できた。
- ウェブサイト上で直接、作成・編集する方法
ジオシティーズ付属のウェブブラウザ上で動くHTML編集ソフトで作成し、保存する。
あるいは、テンプレートから作成し、保存する。
- 自分のコンピュータ上で作成・編集したものをアップロードする方法
テキストエディターやホームページビルダーやMicrosoft FrontPageなどを使ってHTMLファイルを作成し、Yahoo!ジオシティーズのファイルマネージャでアップロードする。
あるいは、FTPクライアントを使ってアップロードする。

## 機能
- ウェブサイト無料作成サイトRAK2などでは使えない要素の<script>～</script>や<APPLET>～</APPLET>などが使えた。
- ジオプラス（有料）に申し込んでいる場合、PerlやPHP、SendmailやSQLiteなどを使用することができた[15]。

## 広告
無料ユーザーは、バナー広告がウェブページ上部に入っていた。形は以下の二通りから選べた。
- 横型
閉じることは不可能で、すべてのフレームに入る。
- 縦型
右上に入り、時間がたつと小さくなる。閉じることが可能、ページをフレームで区切っている場合は大きなフレームのみ入る。